# Вербич, Алексей Андреевич
Алексей Андреевич Вербич (25.02.1925 — 2003) — шлифовщик-полировщик Головинского карьероуправления треста «Нерудстройматериалы» Министерства промышленности строительных материалов Украинской ССР, Житомирская область, Герой Социалистического Труда (28.07.1966).
Родился, вырос, и какое-то время работал в селе Девочки Черняховского района Житомирской области.
С 1950-х годов — шлифовщик-полировщик Головинского карьероуправления треста «Нерудстройматериалы».
За выдающиеся успехи, достигнутые в выполнении заданий семилетнего плана по транспортному строительству, Указом Президиума Верховного Совета СССР от 28.07.1966 присвоено звание Героя Социалистического Труда с вручением ордена Ленина и медали «Золотая Звезда».
С 1975 года мастер производственного обучения Головинского среднего ПТУ № 2 (сейчас — Головинское высшее профессиональное училище нерудных технологий).
После выхода на пенсию жил в Черняховске. Умер в 2003 году.
Автор брошюры:
- Каменных дел мастера / А. А. Вербич; [Лит. запись А. Г. Дмитриева]. — Киев : Будiвельник, 1985. — 64 с. : ил.; 17 см.